# Podlasek (województwo świętokrzyskie)
Podlasek – wieś w Polsce położona w województwie świętokrzyskim, w powiecie buskim, w gminie Stopnica.
W latach 1975–1998 miejscowość położona była w województwie kieleckim.